# Strongylomorpha storkani
Strongylomorpha storkani är en mångfotingart som beskrevs av Lang 1932. Strongylomorpha storkani ingår i släktet Strongylomorpha och familjen Chelodesmidae. Inga underarter finns listade i Catalogue of Life.